# Lisa, la vegetariana
«Lisa, la vegetariana» —título original: «Lisa the Vegetarian»— es el quinto episodio de la séptima temporada de la serie de animación estadounidense Los Simpson, emitido originalmente en la cadena FOX el 15 de octubre de 1995. En él, Lisa decide dejar de comer carne después de encariñarse con un cordero del zoológico de mascotas. En consecuencia, sus compañeros de clase y familiares empiezan a mofarse de ella, pero con la ayuda de Apu y el dúo Paul y Linda McCartney, se compromete con el vegetarianismo sin tratar de imponer sus ideas a los demás.
Mark Kirkland estuvo a cargo de la dirección del episodio, a partir de un libreto escrito por David X. Cohen —se trató del primer episodio completo de Los Simpson de su autoría—. Cabe mencionar que David Mirkin, el showrunner en aquel entonces, apoyó parcialmente la trama, ya que acababa de convertirse en vegetariano. En cuanto a la aparición animada del antiguo miembro de The Beatles, Paul McCartney, y su esposa Linda, estos aceptaron bajo la condición de que Lisa se mantuviera vegetariana por el resto de la serie. En términos generales, el capítulo incluye numerosas referencias acerca de la vida y obra del músico, como la canción «Maybe I'm Amazed» que suena en la escena final y durante los créditos del programa.
En su emisión original, acabó en la cuadragésima séptima posición en las puntuaciones de la semana del 9 al 15 de octubre de 1995, al obtener una calificación Nielsen de 9.0, lo que le convirtió en el cuarto programa mejor valorado de FOX en aquel momento. Además, fue aclamado por la crítica y ganó los premios Environmental Media Award y Genesis Award por su temática sobre la concienciación medioambiental y en defensa de los animales, respectivamente.

## Sinopsis
La familia Simpson acude a un zoológico de mascotas donde Lisa se encariña con un simpático cordero. Esa misma noche, Marge sirve precisamente chuletas de cordero para cenar, pero su hija se siente incapaz de comérselas al notar cierta conexión entre el plato y el animal vivo, por lo que decide no volver a consumir carne. Por su parte, Bart y Homer empiezan a mofarse despiadadamente por el nuevo vegetarianismo de la niña, situación que no mejora en la escuela, ya que cuando solicita una alternativa sin carne en el menú del comedor, el director Skinner le tacha de «agitadora». Igualmente, después de que en su clase es forzada a ver un documental del Consejo de Carne, crítico con el vegetarianismo y protagonizado por Troy McClure, sus compañeros también empiezan a humillarla y evadirla.
Al mismo tiempo, celoso por la barbacoa que ha organizado su vecino Ned Flanders, Homer decide preparar un evento similar en el que el plato estrella sería un cerdo asado, junto con la alternativa de Lisa: un gazpacho ridiculizado por los invitados. Finalmente, la hija entra en cólera después de que su padre le lanza accidentalmente una hamburguesa al tratar de darla la vuelta y decide conducir un cortacésped para remolcar el cerdo y así deshacerse de él. Tanto Homer como Bart empiezan a perseguirlo, pero ella lo arroja por una ladera y cae a un río, momento en el que sale disparado por los aires debido a la presión del agua sobre los diques.
De vuelta en casa, Homer está furioso con su hija por haberle arruinado la reunión, pero ella lo regaña por haber servido platos de carne y huye del lugar, tras la elección de palabras de su padre en las que ve rebasado su límite de tolerancia. Más adelante, Lisa sucumbe a la presión y se come un perrito caliente que coge del asador del Kwik-E-Mart. Apu, un entusiasta vegano, le dice que están hechos de tofu —es decir, no contienen carne— y le lleva por un pasadizo secreto que sube al tejado del supermercado, donde se encuentra con Paul y Linda McCartney. La pareja de vegetarianos le explica que son amigos de Apu desde que se conocieron cuando estaban en la India. El tendero cuestiona a la niña sobre lo sucedido en su casa que le llevó a irse y le ayuda a entender sobre la transigencia. Esto le permite percatarse de su falta de empatía y de sus deseos de ser vegetariana, sin imponer a los demás sus puntos de vista en materia de derechos de los animales. De vuelta en su hogar, se encuentra a su padre buscándola frenéticamente y se disculpan mutuamente, al tiempo que admite que tanto él como Bart fueron demasiado lejos al mofarse de su vegetarianismo, mientras que ella reconoce que no debió arruinar la barbacoa. Tras ello, Homer le ofrece llevarla «en una verdurita».

## Producción

### Guion

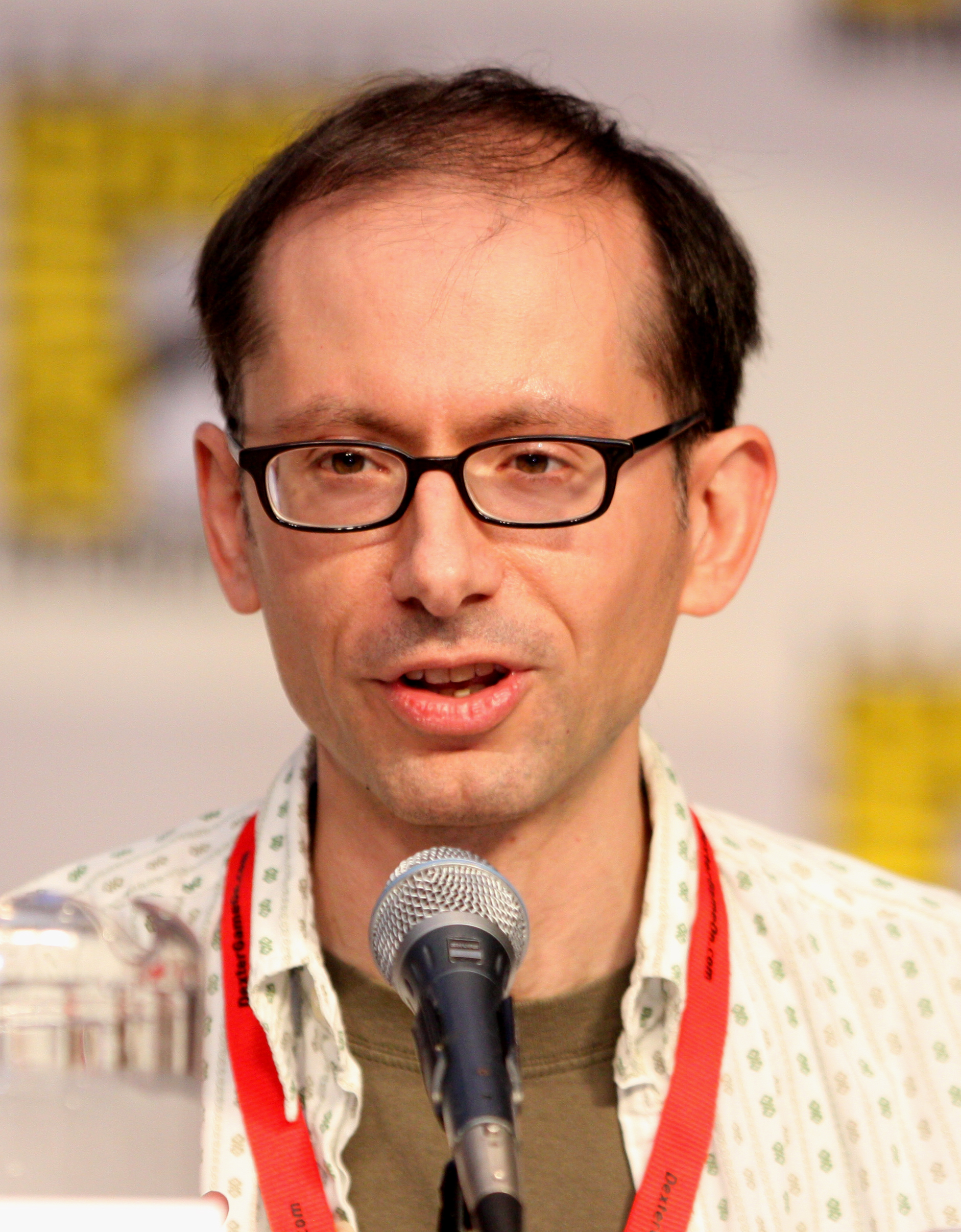
Este fue el primer episodio completo escrito por David X. Cohen

«Lisa, la vegetariana» fue el primer episodio completo escrito por David X. Cohen, ya que hasta ese entonces solo había redactado el libreto del «Nightmare Cafeteria», uno de los segmentos de «Treehouse of Horror V» de la sexta temporada. La idea del argumento le vino a la mente mientras trabajaba en el guion de otro episodio; Cohen, incapaz de concentrarse porque estaba esperando su comida, escribió detrás de una hoja: «¿Lisa se convierte en vegetariana?», que le mostró más adelante al guionista Brent Forrester, a quien le gustó la idea. A su vez, el showrunner David Mirkin, recientemente convertido en vegetariano, también aprobó la idea cuando Cohen se la presentó. Tiempo después, Mirkin notó que muchas de las experiencias que sufre Lisa en el episodio estaban basadas en las suyas propias.
El primer borrador de Cohen presentaba argumentos más bien filosóficos entre Lisa y Homer acerca de comer carne, pero el guionista Bill Oakley le comentó que la historia necesitaba algo más específico en lo que servirse como base para la disputa entre el padre y la hija, por lo que sugirió las escenas de la barbacoa. Asimismo, el productor George Meyer, conocido entre el personal por sus «extrañas bromas físicas», contribuyó con la idea del cerdo asado atrancado en un desagüe y lanzado por los aires. Cohen también dio crédito a John Swartzwelder por inspirarle en la parte en la que Homer es incapaz de creer que la panceta, el jamón y las chuletas provenían del mismo animal. Según el escritor, esto se basó en una declaración de Swartzwelder en la que se mostró impresionado por la variedad de cortes que tiene el cerdo.

### Voces

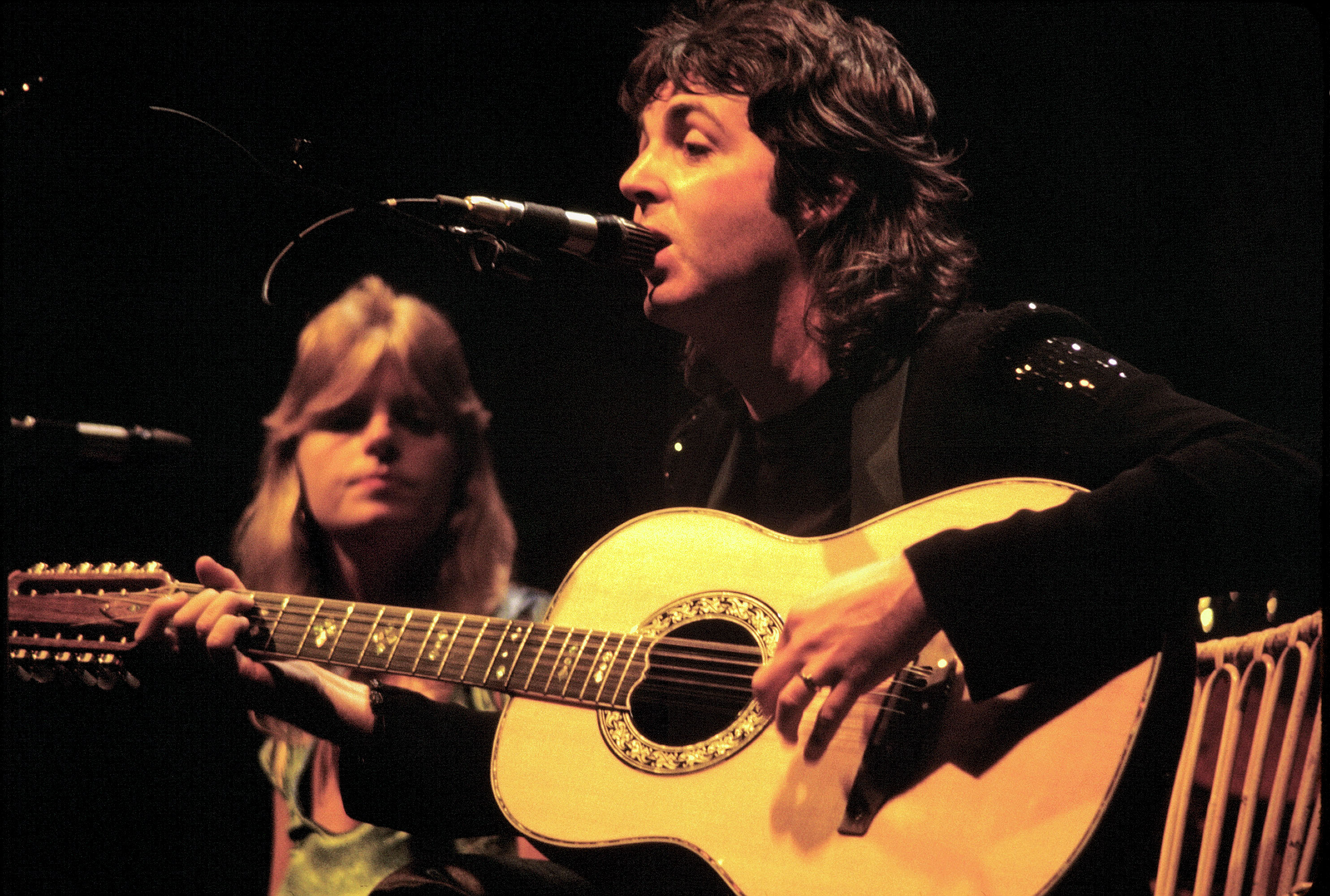
Paul y Linda McCartney fueron las estrellas invitadas del episodio

En el momento en el que el episodio se guionizaba, Paul McCartney era el único miembro vivo de The Beatles que nunca había aparecido en Los Simpson; John Lennon fue asesinado antes de que la serie se estrenase, mientras que Ringo Starr y George Harrison aparecieron en «Brush with Greatness» de 1991 y «Homer's Barbershop Quartet» de 1993, respectivamente. El equipo de producción quería traer al cantante al programa y David Mirkin consideró que «Lisa, la vegetariana» tenía una historia atractiva dado que McCartney es vegetariano. Paul aceptó el papel con la condición de que Lisa se mantuviera vegetariana el resto de la serie. Puesto que los guionistas accedieron, terminó siendo uno de los pocos cambios permanentes en el programa. Igualmente, se buscó a su pareja, Linda McCartney, para que apareciera en el episodio, quien comentó a Entertainment Weekly que fue una oportunidad para que ella y su marido difundieran «la palabra vegetariana a una audiencia más amplia», a la par que ambos reconocieron que llevaban tiempo siendo seguidores de Los Simpson.
Por su parte, Mirkin reconoció más adelante que grabar con los McCartney fue una de las experiencias más «increíbles» de su vida; incluso voló a Londres y se reunió con la pareja en su estudio de grabación, donde estuvieron una hora poniendo las voces de sus personajes. Se suponía que el director iba a ir con Matt Groening a la capital británica, pero este último perdió el avión, aunque comentó que haber tenido a los McCartney y al resto de miembros de la antigua banda «fue un sueño hecho realidad para todos nosotros». Sin embargo, Linda murió de cáncer a los cincuenta y seis años el 17 de abril de 1998, por lo que el episodio de la novena temporada, «Trash of the Titans», emitido el 26 de abril siguiente, se dedicó en su memoria; el productor ejecutivo Mike Scully comentó al respecto: «Parecía la cosa correcta que hacer. Todos aquí está[ba]mos sorprendidos y entristecidos por su muerte».

### Dirección y animación
Mark Kirkland, director del episodio, estaba interesado en la historia porque no había visto mucho material televisivo que hablara sobre el vegetarianismo. Por otro lado, los diseños de Paul y Linda McCartney fueron inusuales para Los Simpson dado que se les dibujó con iris marrones y azules, respectivamente, en contraste con el resto de personajes que solo tienen dos puntos negros en el centro de los ojos a modo de pupilas. En una escena del capítulo, Homer rocía dos botellas de líquido inflamable en la barbacoa para que los televidentes anticiparan una explosión; sin embargo, apenas aparecen llamas cuando arroja una cerilla encendida. Una secuencia similar se presentó en un episodio anterior de la serie, «Treehouse of Horror», en el que Homer causa una explosión utilizando una única botella. Puesto que Mirkin disfrutó la broma, se usaron algunas partes de esa escena en «Lisa, la vegetariana» y se añadieron algunos giros para mejorar el efecto cómico. Esos fragmentos también ayudaron a la hora de animar la escena del nuevo episodio.

## Recepción

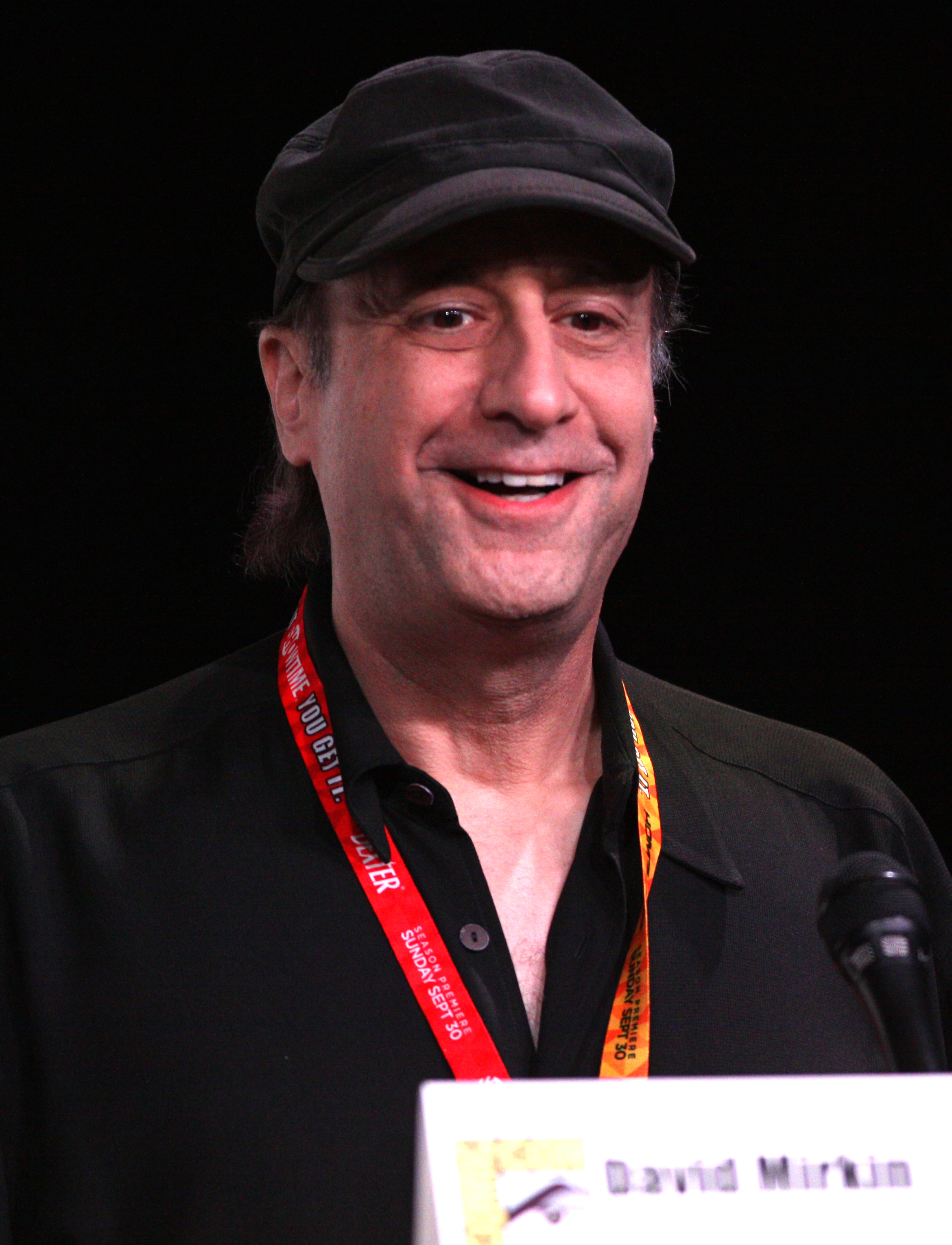
«Lisa, la vegetariana» es uno de los episodios favoritos del showrunner David Mirkin, quien también dirigió la interpretación de los McCartney